# IIHF Challenge Cup of Asia 2015
Der IIHF Challenge Cup of Asia 2015 war die achte Austragung des durch die Internationale Eishockey-Föderation IIHF durchgeführten Wettbewerbs. Insgesamt nahmen zwischen dem 14. März und dem 24. April 2015 elf Nationalmannschaften an den zwei Turnieren der Top-Division sowie der Division I teil.
Den Titel sicherte sich zum fünften Mal die Republik China (Taiwan), die sich im entscheidenden letzten Turnierspiel knapp mit 5:4 gegen die Vereinigten Arabischen Emirate durchsetzte.

## Teilnehmer, Austragungsorte und -zeiträume
- Top-Division: 14. bis 18. März 2015 in Taipeh, Republik China (Taiwan)
Teilnehmer:  Republik China (Taiwan) (Titelverteidiger),  Macau (Aufsteiger),  Mongolei,  Thailand,  Vereinigte Arabische Emirate
- Division I: 18. bis 24. April 2015 in Kuwait, Kuwait
Teilnehmer:  Indien,  Kirgisistan,  Kuwait (Absteiger),  Malaysia (erste Teilnahme seit 2013),  Oman (Neuling),  Singapur

 Hongkong verzichtete im Vergleich zum Vorjahr auf eine Teilnahme an der Top-Division.

## Top-Division
Die Top-Division des IIHF Challenge Cup of Asia wurde vom 14. bis 18. März 2015 in Taipeh, der Hauptstadt der Republik China (Taiwan), ausgetragen. Gespielt wurde im 800 Zuschauer fassenden Annex Ice Rink. Am Turnier nehmen fünf Nationalmannschaften teil, die in einer Einfachrunde den Turniersieger ausspielten. Das Team der Republik China (Taiwan) gewann zum insgesamt fünften Mal den Titel.
| 14. März 2015 15:30 Uhr (Ortszeit) | Macau | 1:8 (0:4, 1:2, 0:2) Spielbericht | Mongolei | Annex Ice Rink, Taipeh Zuschauer: 85 |

| 14. März 2015 19:00 Uhr | Vereinigte Arabische Emirate | 5:2 (1:2, 1:0, 3:0) Spielbericht | Thailand | Annex Ice Rink, Taipeh Zuschauer: 103 |

| 15. März 2015 15:30 Uhr | Republik China (Taiwan) | 30:0 (8:0, 10:0, 12:0) Spielbericht | Macau | Annex Ice Rink, Taipeh Zuschauer: 721 |

| 16. März 2015 15:30 Uhr | Mongolei | 1:6 (0:1, 0:2, 1:3) Spielbericht | Vereinigte Arabische Emirate | Annex Ice Rink, Taipeh Zuschauer: 74 |

| 16. März 2015 19:00 Uhr | Thailand | 0:9 (0.3, 0:2, 0:4) Spielbericht | Republik China (Taiwan) | Annex Ice Rink, Taipeh Zuschauer: 456 |

| 17. März 2015 15:30 Uhr | Macau | 1:4 (0:2, 0:2, 1:0) Spielbericht | Thailand | Annex Ice Rink, Taipeh Zuschauer: 82 |

| 18. März 2015 15:30 Uhr | Vereinigte Arabische Emirate | 7:0 (2:0, 2:0, 3:0) Spielbericht | Macau | Annex Ice Rink, Taipeh Zuschauer: 75 |

| 18. März 2015 19:00 Uhr | Mongolei | 2:8 (1:2, 0:3, 1:3) Spielbericht | Republik China (Taiwan) | Annex Ice Rink, Taipeh |

| 19. März 2015 15:30 Uhr | Thailand | 2:6 (0:3, 2:0, 0:3) Spielbericht | Mongolei | Annex Ice Rink, Taipeh Zuschauer: 63 |

| 18. März 2015 19:00 Uhr | Republik China (Taiwan) | 5:4 (2:0, 1:4, 2:0) Spielbericht | Vereinigte Arabische Emirate | Annex Ice Rink, Taipeh Zuschauer: 808 |

| Pl. |                              | Sp | S | OTS | OTN | N | Tore  | Punkte |
| 1.  | Republik China (Taiwan)      | 4  | 4 | 0   | 0   | 0 | 52:06 | 12     |
| 2.  | Vereinigte Arabische Emirate | 4  | 3 | 0   | 0   | 1 | 22:08 | 9      |
| 3.  | Mongolei                     | 4  | 2 | 0   | 0   | 2 | 17:17 | 6      |
| 4.  | Thailand                     | 4  | 1 | 0   | 0   | 3 | 08:21 | 3      |
| 5.  | Macau                        | 4  | 0 | 0   | 0   | 4 | 02:49 | 0      |

Abkürzungen: Pl. = Platz, Sp = Spiele, S = Siege, OTS = Siege nach Verlängerung (Overtime) oder Penaltyschießen, OTN = Niederlagen nach Verlängerung oder Penaltyschießen, N = Niederlagen

Erläuterungen: Absteiger in die Division I

## Division I
Die Division I des IIHF Challenge Cup of Asia wurde vom 18. bis 24. April 2015 in der kuwaitischen Hauptstadt Kuwait ausgetragen. Gespielt wurde in der dortigen Nationalen Eislaufhalle. Am Turnier nahmen sechs Nationalmannschaften teil, die in einer Einfachrunde den Turniersieger ausspielten. Der Gastgeber Kuwait sicherte sich durch eine makellose Bilanz von fünf Siegen aus ebenso vielen Spielen den Turniersieg und den damit verbundenen Aufstieg in die Top-Division. Da die Mannschaft im folgenden Jahr nicht am Turnier teilnahm, rückte das zweitplatzierte Team aus Singapur später als Aufsteiger nach.
| 18. April 2015 13:00 Uhr (Ortszeit) | Kirgisistan | 6:5 (1:1, 3:2, 2:2) Spielbericht | Malaysia | Nationale Eislaufhalle, Kuwait Zuschauer: 132 |

| 18. April 2015 16:30 Uhr | Oman | 6:5 n. P. (1:2, 3:1, 1:2, 0:0, 1:0) Spielbericht | Indien | Nationale Eislaufhalle, Kuwait Zuschauer: 120 |

| 18. April 2015 20:00 Uhr | Singapur | 3:5 (1:2, 1:2, 1:1) Spielbericht | Kuwait | Nationale Eislaufhalle, Kuwait Zuschauer: 230 |

| 19. April 2015 13:00 Uhr | Malaysia | 7:8 n. P. (2:3, 1:2, 4:2, 0:0, 0:1) Spielbericht | Oman | Nationale Eislaufhalle, Kuwait Zuschauer: 72 |

| 19. April 2015 16:30 Uhr | Kirgisistan | 2:4 (1:1, 0:2, 1:1) Spielbericht | Singapur | Nationale Eislaufhalle, Kuwait Zuschauer: 106 |

| 19. April 2015 20:00 Uhr | Kuwait | 10:2 (2:0, 2:0, 6:2) Spielbericht | Indien | Nationale Eislaufhalle, Kuwait Zuschauer: 245 |

| 21. April 2015 13:00 Uhr | Singapur | 13:0 (4:0, 4:0, 5:0) Spielbericht | Indien | Nationale Eislaufhalle, Kuwait Zuschauer: 26 |

| 21. April 2015 16:30 Uhr | Kirgisistan | 7:3 (2:2, 3:1, 2:0) Spielbericht | Oman | Nationale Eislaufhalle, Kuwait Zuschauer: 86 |

| 21. April 2015 20:00 Uhr | Kuwait | 1:0 (0:0, 0:0, 1:0) Spielbericht | Malaysia | Nationale Eislaufhalle, Kuwait Zuschauer: 232 |

| 22. April 2015 13:00 Uhr | Indien | 1:9 (1:3, 0:3, 0:3) Spielbericht | Kirgisistan | Nationale Eislaufhalle, Kuwait Zuschauer: 45 |

| 22. April 2015 16:30 Uhr | Malaysia | 1:4 (0:1, 1:2, 0:1) Spielbericht | Singapur | Nationale Eislaufhalle, Kuwait Zuschauer: 81 |

| 22. April 2015 20:00 Uhr | Oman | 0:5 (0:4, 0:1, 0:0) Spielbericht | Kuwait | Nationale Eislaufhalle, Kuwait Zuschauer: 203 |

| 24. April 2015 13:00 Uhr | Singapur | 12:3 (5:1, 2:2, 5:0) Spielbericht | Oman | Nationale Eislaufhalle, Kuwait Zuschauer: 74 |

| 24. April 2015 16:30 Uhr | Indien | 4:16 (1:6, 1:7, 2:3) Spielbericht | Malaysia | Nationale Eislaufhalle, Kuwait Zuschauer: 93 |

| 24. April 2015 20:00 Uhr | Kuwait | 9:3 (2:0, 4:2, 3:1) Spielbericht | Kirgisistan | Nationale Eislaufhalle, Kuwait Zuschauer: 303 |

| Pl. |             | Sp | S | OTS | OTN | N | Tore  | Punkte |
| 1.  | Kuwait      | 5  | 5 | 0   | 0   | 0 | 30:08 | 15     |
| 2.  | Singapur    | 5  | 4 | 0   | 0   | 1 | 36:11 | 12     |
| 3.  | Kirgisistan | 5  | 3 | 0   | 0   | 2 | 27:22 | 9      |
| 4.  | Oman        | 5  | 0 | 2   | 0   | 3 | 20:36 | 4      |
| 5.  | Malaysia    | 5  | 1 | 0   | 1   | 3 | 29:23 | 4      |
| 6.  | Indien      | 5  | 0 | 0   | 1   | 4 | 12:54 | 1      |

Abkürzungen: Pl. = Platz, Sp = Spiele, S = Siege, OTS = Siege nach Verlängerung (Overtime) oder Penaltyschießen, OTN = Niederlagen nach Verlängerung oder Penaltyschießen, N = Niederlagen

Erläuterungen: Aufsteiger in die Top-Division